# Verbena johnstonii
Verbena johnstonii là một loài thực vật có hoa trong họ Cỏ roi ngựa. Loài này được (Moldenke) G.L.Nesom miêu tả khoa học đầu tiên năm 1992.